# 후와이시키역
후와이시키역(일본어: 不破一色駅)은 일본 기후현 하시마시에 위치한 나고야 철도 다케하나선의 철도역이다. 역 번호는 TH 05이며, 단선 승강장 1면 1선의 구조를 갖춘 지상역이다.

## 타는 곳
| ■ 다케하나선 | 하행 | 신하시마 방면                |
| ■ 다케하나선 | 상행 | 가사마쓰 · 메이테쓰기후 방면 |

## 이용 현황
- 2013년 : 1,077명

## 역 주변
- 하시마 시립 마사키 초등학교

## 인접 역
| 나고야 철도 다케하나선   | 나고야 철도 다케하나선 | 나고야 철도 다케하나선     |
| ------------------------ | ---------------------- | -------------------------- |
| TH 04 스카 가사마쓰 방면 | ■ 다케하나선           | 다케하나 TH 06 에기라 방면 |